# Колакі-Кваси
Колакі-Кваси (пол. Kołaki-Kwasy) — село в Польщі, у гміні Опіноґура-Ґурна Цехановського повіту Мазовецького воєводства.
Населення — 83 особи (2011).
У 1975-1998 роках село належало до Цехановського воєводства.

## Демографія
Демографічна структура станом на 31 березня 2011 року:
|          | Загалом | Допрацездатний вік | Працездатний вік | Постпрацездатний вік |
| -------- | ------- | ------------------ | ---------------- | -------------------- |
| Чоловіки | 43      | 6                  | 30               | 7                    |
| Жінки    | 40      | 7                  | 23               | 10                   |
| Разом    | 83      | 13                 | 53               | 17                   |